# Vladimir Yaroshenko
Vladimir Yaroshenko (ros. Владимир Ярошенко, Władimir Jaroszenko; ur. 2 listopada 1985 w Sławiańsku nad Kubaniem) – rosyjsko-polski tancerz baletowy typu danseur noble (tancerz szlachetny). Pierwszy tancerz Polskiego Baletu Narodowego.
Wychowanek rosyjskiej szkoły tańca klasycznego, następnie pierwszy solista Krasnodarskiego Teatru Baletu Jurija Grigorowicza. Od września 2007 związany na stałe z Polską i Teatrem Wielkim – Operą Narodową, a od września 2010 pierwszy solista Polskiego Baletu Narodowego pod dyrekcją Krzysztofa Pastora. W styczniu 2020 zajął pozycję pierwszego tancerza PBN.

## Kariera artystyczna

### W Rosji[2]
Urodził się w Sławiańsku nad Kubaniem w Kraju Krasnodarskim na południu Rosji, jako syn inżyniera Aleksandra i Ludmiły. Od siódmego roku życia uczył się tańca ludowego i występował w dziecięcym zespole tanecznym. W 1998 rozpoczął naukę w klasie tańca klasycznego Krasnodarskiej Szkoły Choreograficznej, pod kierunkiem Giennadija Silina. Już jako uczeń trzeciej klasy zatańczył rolę Króla Myszy w Dziadku do orzechów w Krasnodarskim Teatrze Baletu i występował w całym repertuarze tego zespołu pod dyrekcją wybitnego rosyjskiego choreografa Jurija Grigorowicza. Pozostawał tam pod opieką pedagogiczną Olega Raczkowskiego i jako uczeń uczestniczył w tournée krajowych i zagranicznych. Intensywna praktyka sceniczna spowodowała, że po ukończeniu szkoły w 2003 roku od razu został solistą Krasnodarskiego Teatru Baletu.
Jako zawodowy artysta baletowy pracował w Krasnodarze przez cztery lata z Jurijem Grigorowiczem, który powierzył mu szereg ważnych partii w repertuarze teatru. Objął m.in. główne role męskie w takich jego słynnych przedstawieniach, jak: Romeo i Julia, Jezioro łabędzie, Rajmonda, Korsarz i Legenda o miłości. Ewenementem było też powierzenie młodemu tancerzowi przez Grigorowicza roli tytułowej w krasnodarskiej premierze baletu Iwan Groźny. Mając zaledwie 20 lat, w 2006 awansował do rangi pierwszego solisty Krasnodarskiego Teatru Baletu. Występował z tym zespołem na scenach krajowych i zagranicznych: w USA, Japonii, Hiszpanii, Włoszech, Francji, Ukrainie i Kazachstanie.

### W Polsce[1]

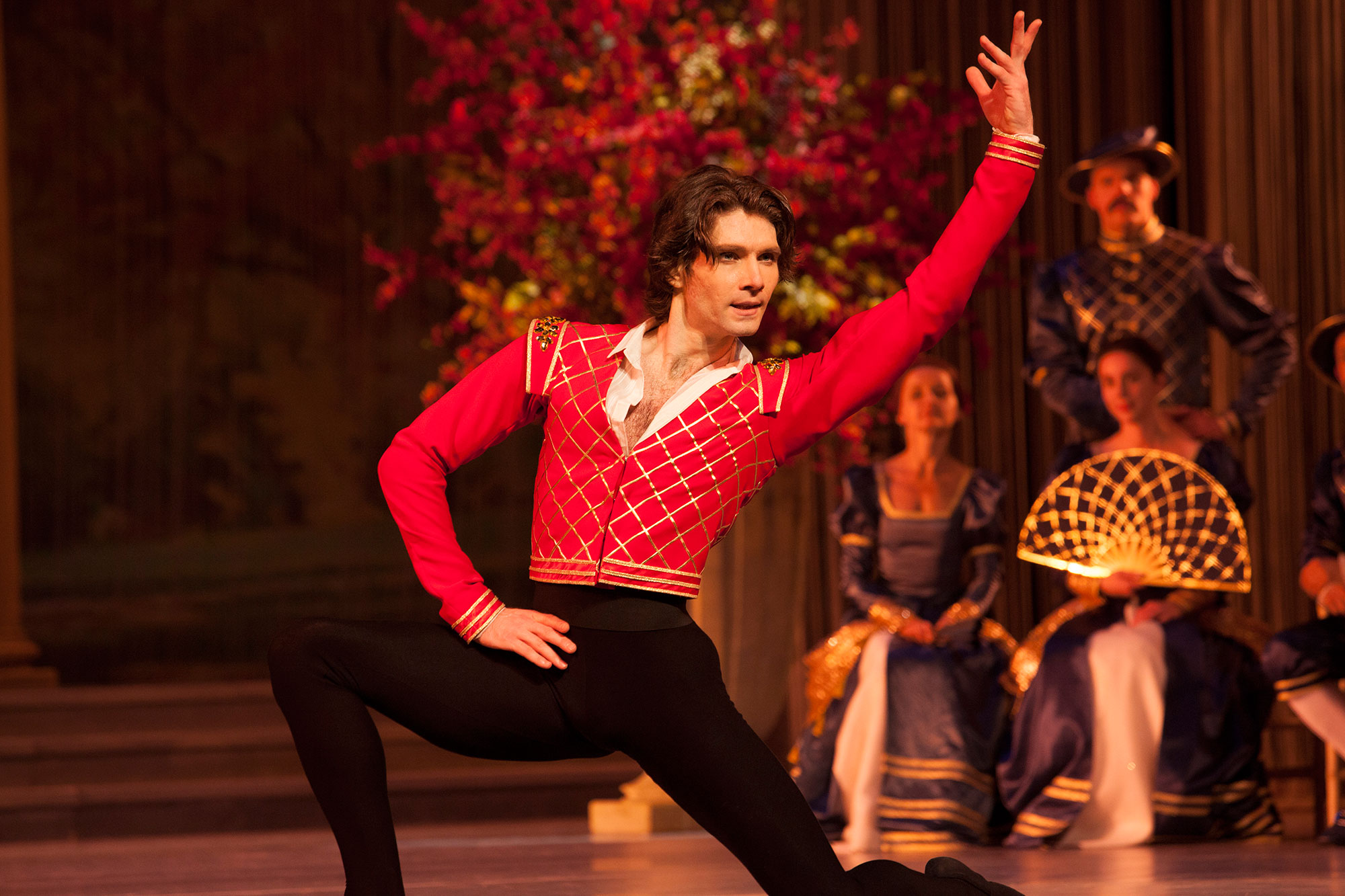
Vladimir Yaroshenko (Basilio) w Don Kichocie Alexeia Fadeyecheva wg Mariusa Petipy

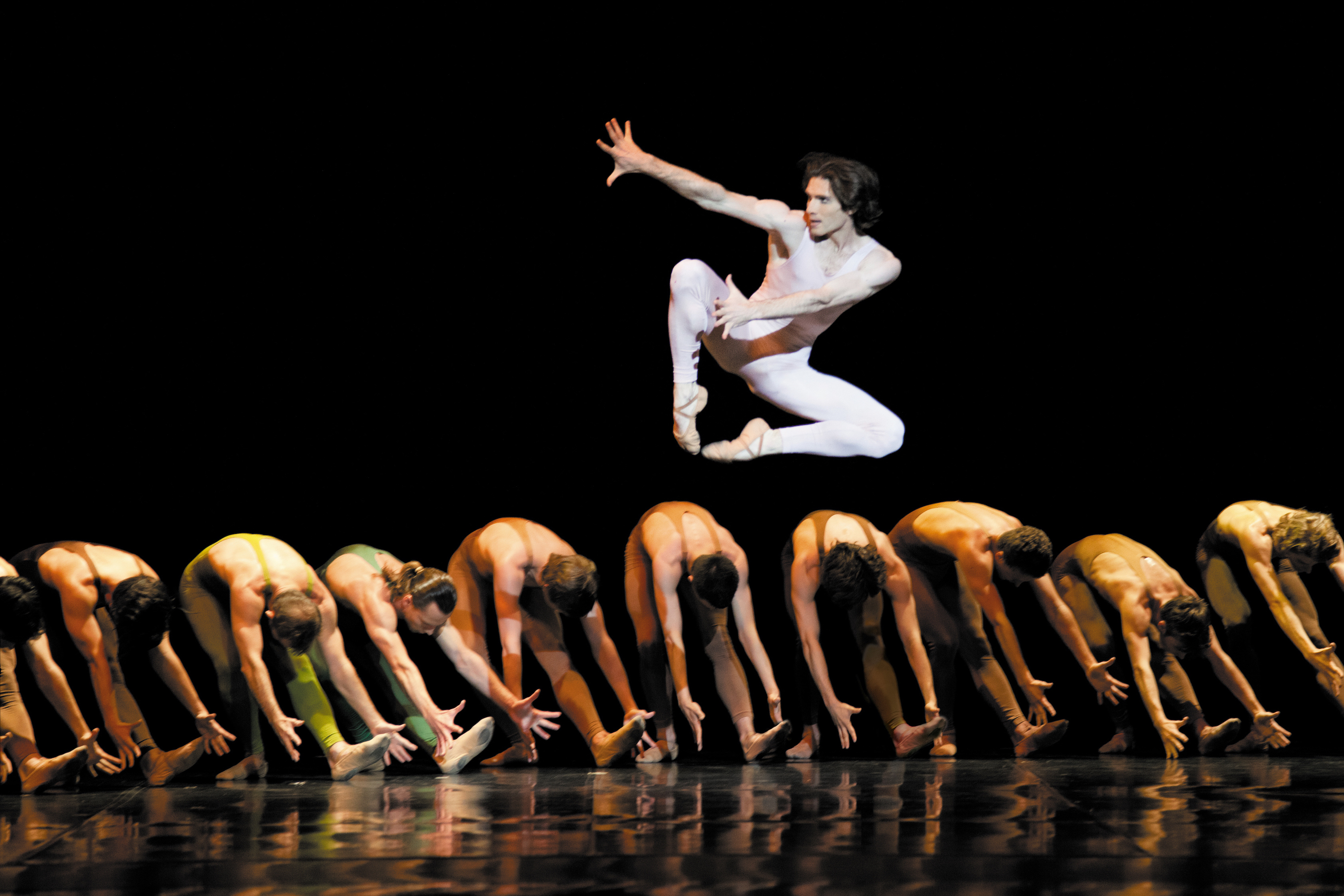
Vladimir Yaroshenko (Wybraniec) w Święcie wiosny Maurice’a Béjarta

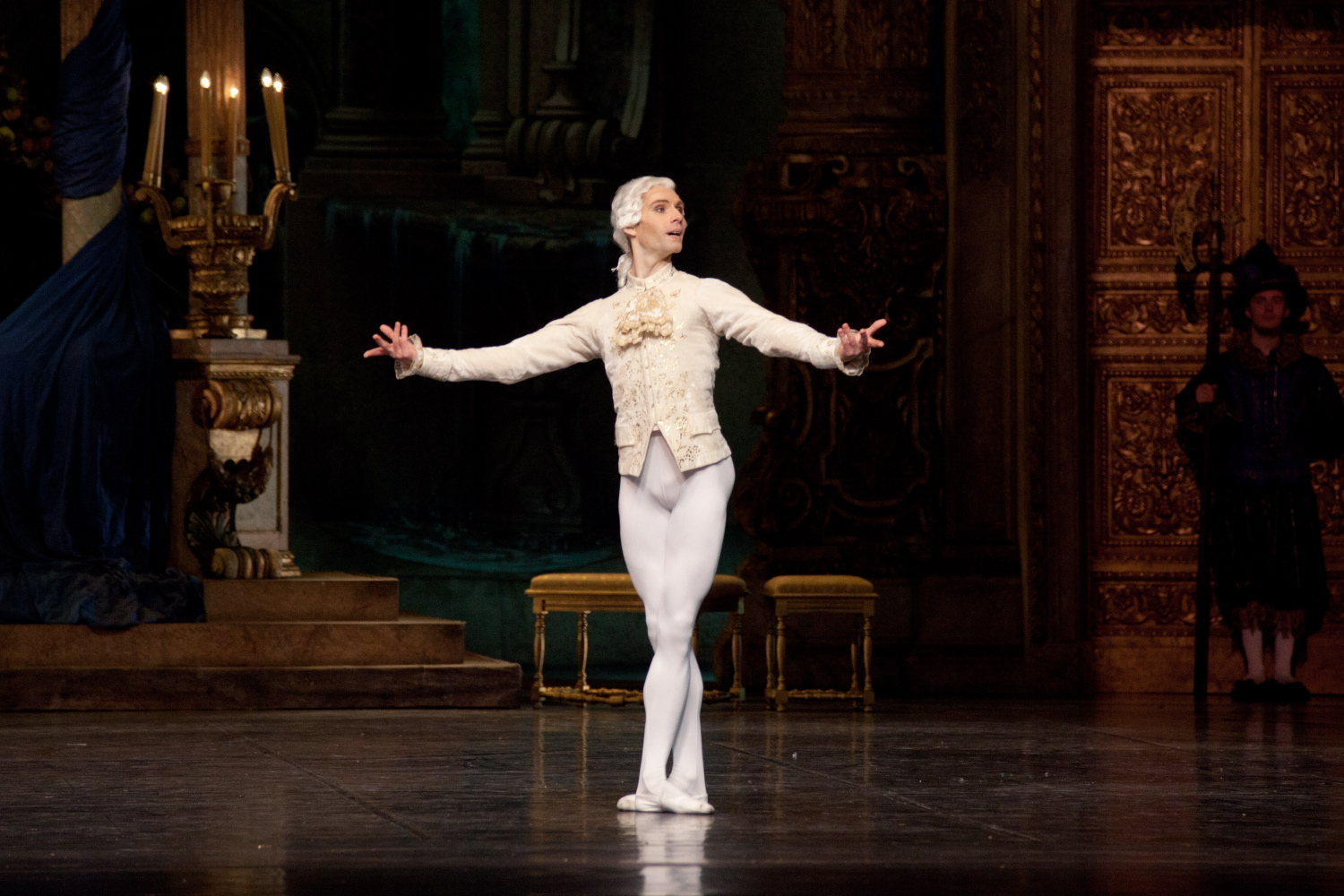
Vladimir Yaroshenko (Książę Désiré) w Śpiącej królewnie Jurija Grigorowicza wg Mariusa Petipy

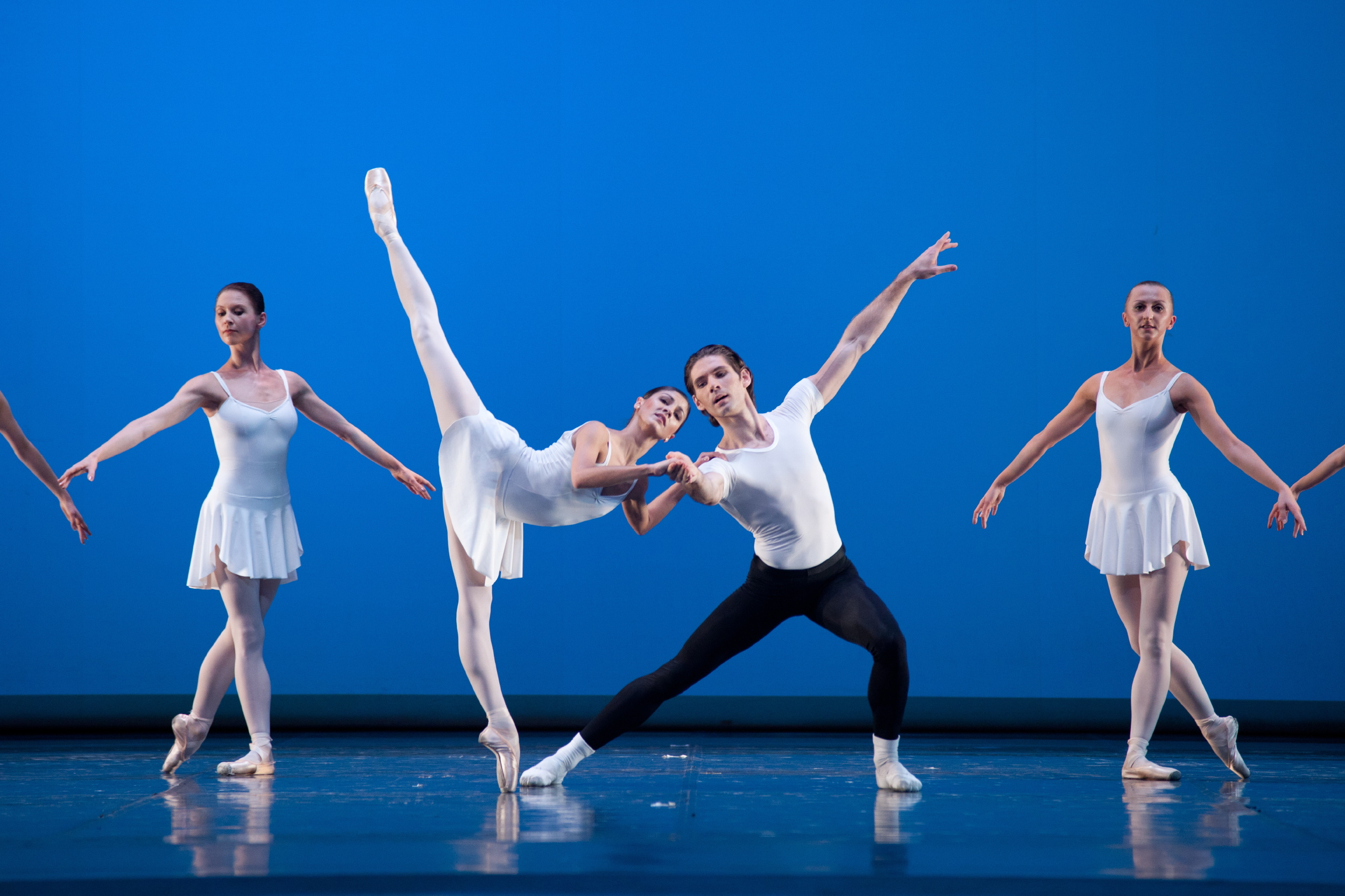
Vladimir Yaroshenko i Maria Żuk w Concerto Barocco George’a Balanchine’a

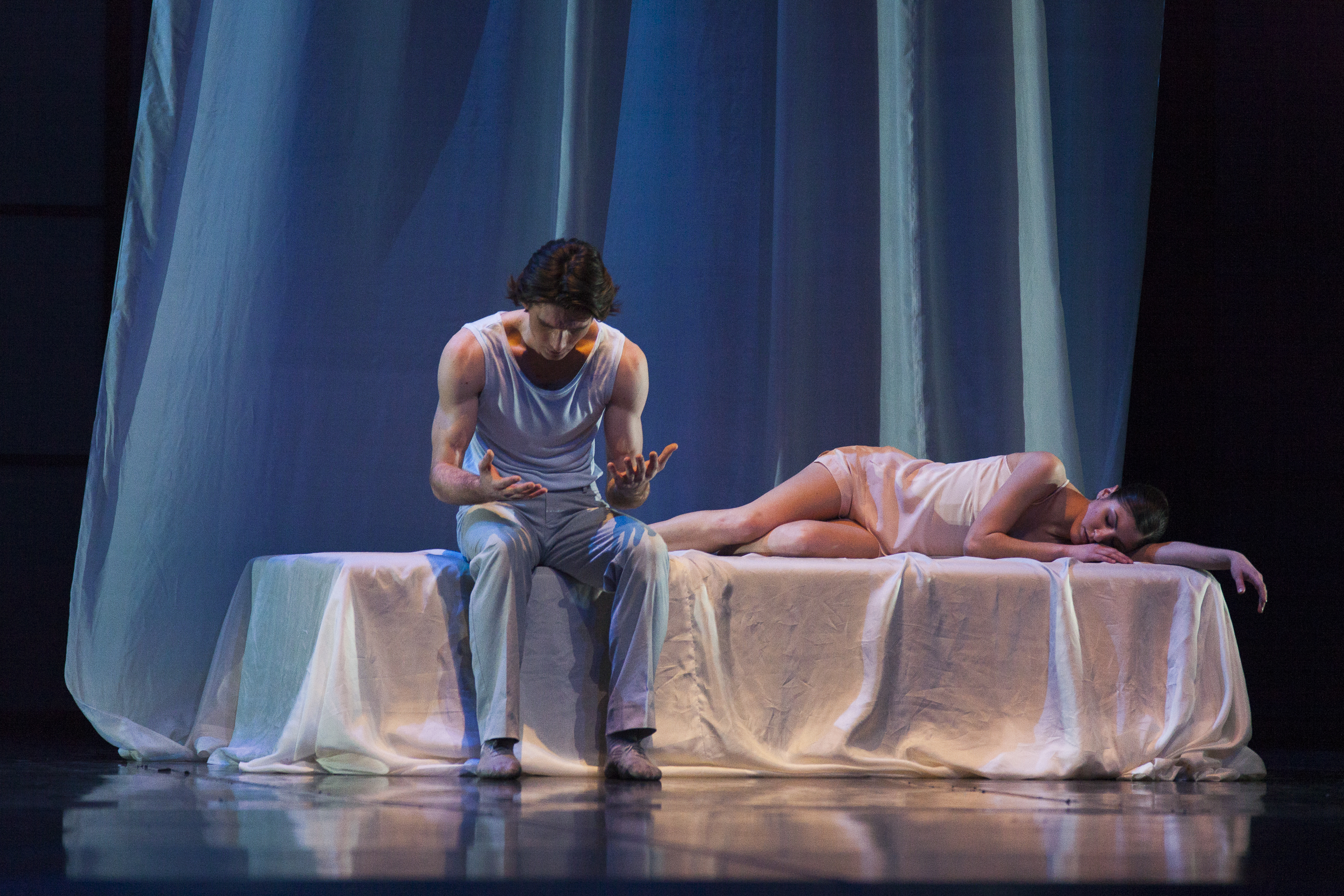
Vladimir Yaroshenko (Romeo) i Maria Żuk (Julia) w Romeo i Julii Krzysztofa Pastora

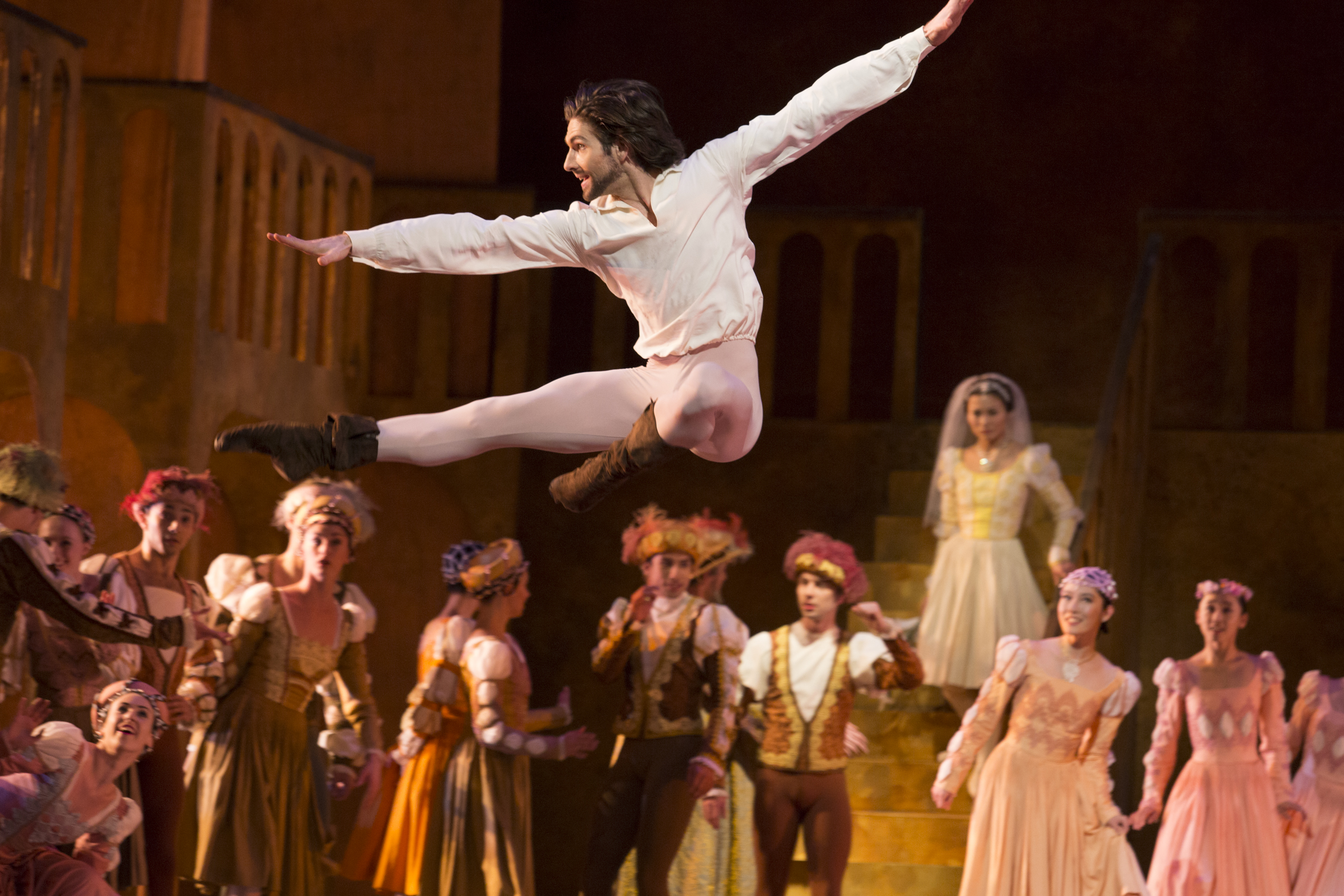
Vladimir Yaroshenko (Petruchio) i Polski Balet Narodowy w Poskromieniu złośnicy Johna Cranko

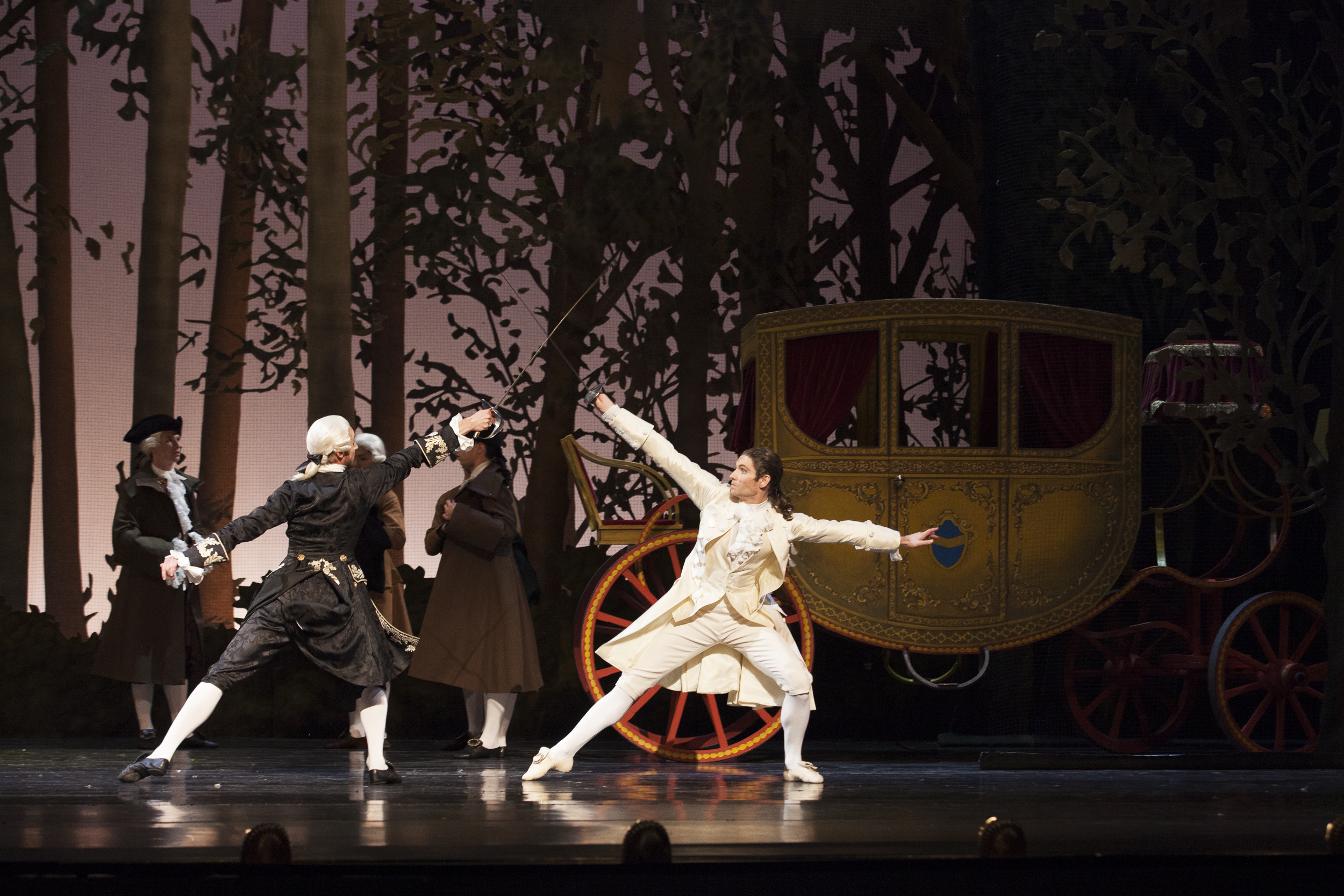
Vladimir Yaroshenko (Casanova) i Maksim Woitiul (Hrabia Branicki) w Casanovie w Warszawie Krzysztofa Pastora

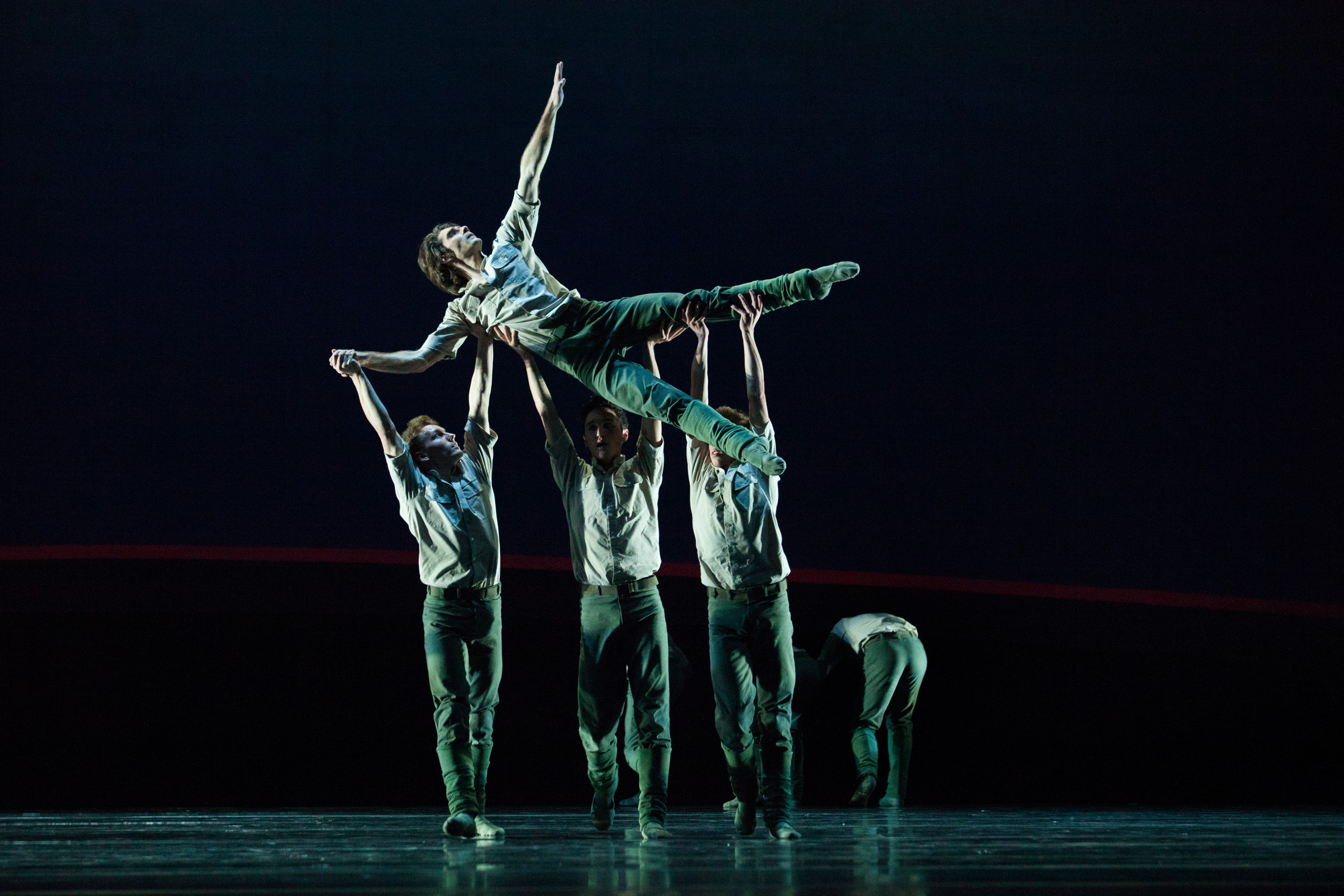
Vladimir Yaroshenko i Polski Balet Narodowy w Mszy polowej Jiříego Kyliána

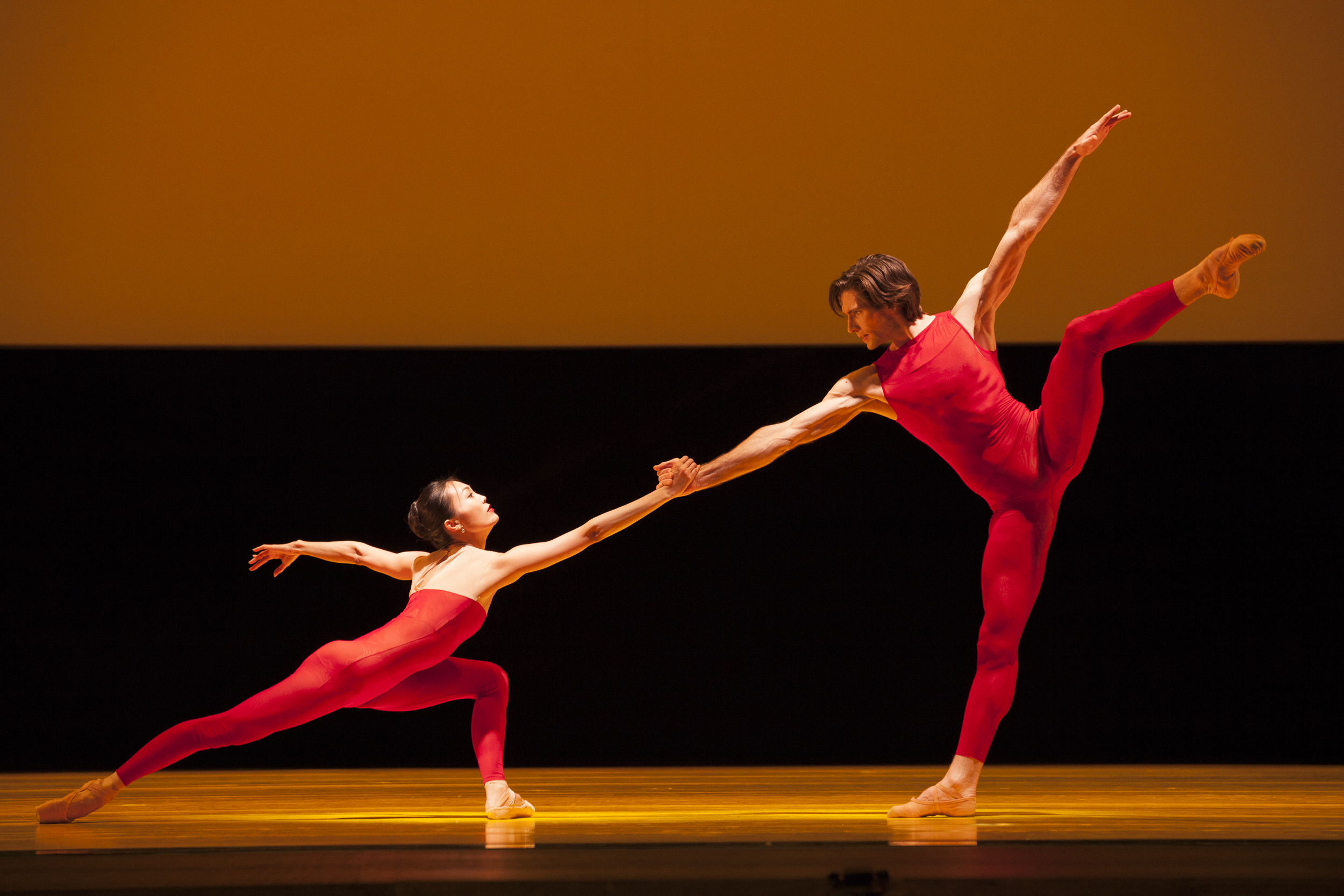
Vladimir Yaroshenko i Yuka Ebihara w Bolerze Krzysztofa Pastora

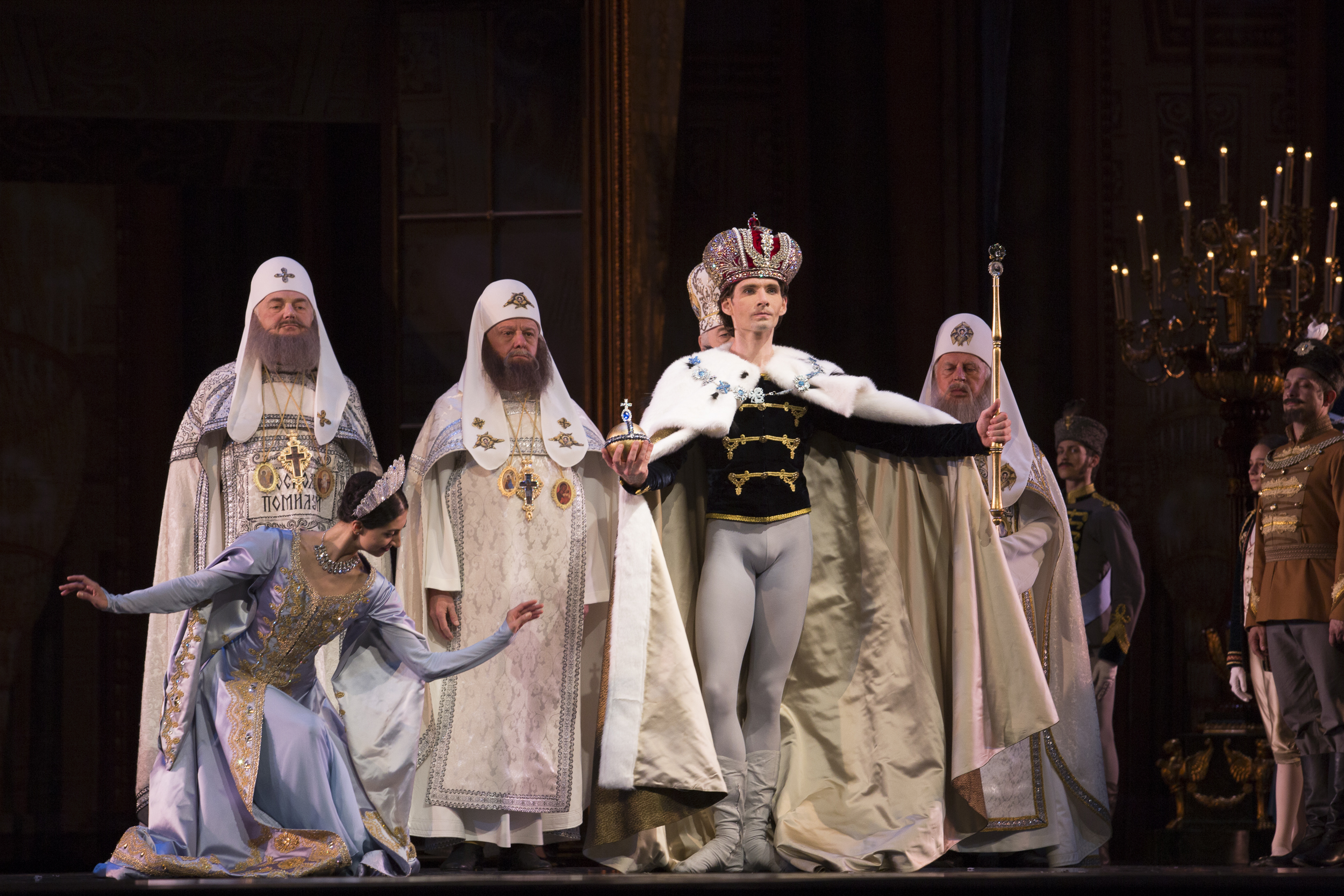
Vladimir Yaroshenko (Carewicz Niki) i Chinara Alizade (Księżniczka Alix) w Jeziorze łabędzim Krzysztofa Pastora

Pomimo wysokiej pozycji w Krasnodarskim Teatrze Baletu artysta postanowił poszukać nowych możliwości rozwoju artystycznego za granicą. Podjął tę decyzję wspólnie z żoną Olgą – także tancerką tego zespołu. Oboje cenili możliwość codziennej pracy z Jurijem Grigorowiczem, ale postanowili jednak opuścić zespół, którego repertuar ograniczał się włącznie do jego baletów. Stało się to możliwe dzięki zaproszeniu do Lublina, gdzie pracował Giennadij Silin, który zaczął tworzyć nowy zespół baletowy przy Teatrze Muzycznym. Pracowali w Lublinie od stycznia do września 2007, kiedy plany zorganizowania tam profesjonalnego zespołu baletowego stały się nieaktualne.
Od września 2007 roku związali się z baletem Teatru Wielkiego – Opery Narodowej. W krótkim czasie artysta objął główne partie w warszawskich inscenizacjach Dziadka do orzechów, Jeziora łabędziego, Romea i Julii, a także w Onieginie Johna Cranko. Od 2009 był już solistą, a po utworzeniu Polskiego Baletu Narodowego w Teatrze Wielkim i po sukcesie jego tytułowej roli w prapremierze baletu francuskiego choreografa Patrice’a Barta Chopin, artysta romantyczny, we wrześniu 2010 roku zajął pozycję pierwszego solisty Polskiego Baletu Narodowego, gdzie stworzył potem wiele kreacji scenicznych. Warszawa stała się zatem jego drugim domem, dlatego w 2015 wraz z żoną artyści przyjęli polskie obywatelstwo jako Vladimir i Olga Yaroshenko.
Na pytanie o swoją ulubioną rolę artysta odpowiadał: „Każda jest dla mnie na swój sposób interesująca. Jednak bardziej podobają mi się role, w których można przekazać swoje emocje, przeżycia, stan swojej duszy. W rolach książąt także można, ale tam muszę być bardziej powściągliwy. Dla przykładu, w Szekspirowskim spektaklu Burza gram ojca. Podobnie jak mój bohater, ja także mam córkę. W tej roli musiałem wyrazić jego doświadczenia, jego strach przed utratą swojej córki i swojej władzy. Takie role są mi bliższe, ciekawsze”. Odnajduje się i sprawdza w każdej roli, zyskuje uznanie i wciąż nowych fanów. Najlepszym tego dowodem, są liczne pozytywne komentarze i recenzje.
Artysta występuje w całym repertuarze Polskiego Baletu Narodowego. Tańczył na czele zespołu m.in. w Sankt Petersburgu, Szanghaju, Sewilli i Barcelonie, Houston, Nowym Jorku i Waszyngtonie, w Hadze, Wilnie, Montrealu, Dubaju i na wielu scenach polskich. Zapraszany był na międzynarodowe gale baletowe w Japonii, Hiszpanii, Szwecji, Łotwie, Czechach, Estonii, Gruzji i Grecji. Występował przed polską parą prezydencką: w roli Chopina w Belwederze (2013) i jako Casanova w Pałacu Prezydenckim (2015). W 2016 został wyróżniony przez choreografa Johna Neumeiera zaproszeniem do Tokio, gdzie z zespołem Baletu Hamburskiego wystąpił w podwójnej głównej roli Tezeusza-Oberona w jego balecie Sen nocy letniej.
Wśród jego partnerek scenicznych znalazły się czołowe warszawskie baleriny: Dagmara Dryl, Maria Żuk, Aleksandra Liashenko, Yuka Ebihara i Chinara Alizade, a także Hélène Bouchet w Hamburg Ballett, Ksenia Ovsyanik ze Stattsballett Berlin i Anna Tsygankova z Het Nationale Ballet.
W latach 2014, 2017 i 2022 został uznany za najlepszego tancerza baletowego w Polsce i uhonorowany Teatralną Nagrodą Muzyczną im. Jana Kiepury. Za wybitne osiągnięcia w balecie polskim został kolejno odznaczony Brązowym (2016) i Srebrnym Medalem (2024) „Zasłużony Kulturze Gloria Artis”.

## Najważniejsze role[1]

### Krasnodarski Teatr Baletu
- Książę Zygfryd i Rotbart – Jezioro łabędzie, choreografia Jurij Grigorowicz
- Abderahman[20] – Rajmonda, choreografia Jurij Grigorowicz
- Romeo i Tybalt – Romeo i Julia, choreografia Jurij Grigorowicz
- Birbanto[21] – Korsarz, choreografia Jurij Grigorowicz
- Ferhad[22] – Legenda o miłości, choreografia Jurij Grigorowicz
- Iwan IV[5] – Iwan Groźny, choreografia Jurij Grigorowicz

### Teatr Wielki – Opera Narodowa/Polski Balet Narodowy
- Książę – Dziadek do orzechów, choreografia Andrzej Glegolski
- Książę Zygfryd – Jezioro łabędzie, choreografia Marius Petipa, Lew Iwanow / Irek Muchamiedow
- Romeo[23] i Tybalt – Romeo i Julia, choreografia Emil Wesołowski
- Lenski – Oniegin, choreografia John Cranko
- Fryderyk[24] – Chopin, artysta romantyczny, choreografia Patrice Bart
- Książę Désiré i Błękitny Ptak – Śpiąca królewna, choreografia Marius Petipa / Jurij Grigorowicz
- Solista – Concerto Barocco, choreografia George Balanchine
- Książę – Kopciuszek, choreografia Frederick Ashton
- Nowy Orfeusz[25], Nasz, Tchnienie i Złowrogi – I przejdą deszcze..., choreografia Krzysztof Pastor
- Wybraniec – Święto wiosny, choreografia Maurice Béjart
- Książę i Dziadek do orzechów – Dziadek do orzechów i król myszy, choreografia Toer van Schayk i Wayne Eagling
- Solor i Złoty Bożek – Bajadera, choreografia Marius Petipa / Natalia Makarowa
- Kain i Abel – Kain i Abel, choreografia Emil Wesołowski
- Duet 1. – Moving Rooms, choreografia Krzysztof Pastor
- Duet 2. i Solo – Artifact Suite, choreografia William Forsythe
- Tezeusz-Oberon[26] i Lizander – Sen nocy letniej, choreografia John Neumeier
- Hamlet[27], Leartes i Klaudiusz – Hamlet, choreografia Jacek Tyski
- Aria 1. – In Light and Shadow, choreografia Krzysztof Pastor
- Romeo – Romeo i Julia, choreografia Krzysztof Pastor
- Duet 2. – Adagio & Scherzo, choreografia Krzysztof Pastor
- Basilio i Espada – Don Kichot, choreografia Marius Petipa, Aleksandr Gorski / Alexei Fadeyechev
- Solista – Msza polowa, choreografia Jiří Kylián
- Chorąży – Zielony stół, choreografia Kurt Jooss
- Casanova[28] – Casanova w Warszawie, choreografia Krzysztof Pastor
- Petruchio i Hortensio – Poskromienie złośnicy, choreografia John Cranko
- Prospero i Ferdinand – Burza, choreografia Krzysztof Pastor
- Solista – Chroma, choreografia Wayne McGregor
- Główny solista – Bolero, choreografia Krzysztof Pastor
- Carewicz Niki – Jezioro łabędzie (z nowym librettem), choreografia Krzysztof Pastor
- Solista – II Koncert skrzypcowy Szymanowskiego, choreografia Jacek Przybyłowicz
- Tansman – Na pięciolinii (Sextuor Tansmana), choreografia Jacek Tyski
- Odrodzony – Koncert f-moll Chopina, choreografia Krzysztof Pastor
- Armand Duval – Dama kameliowa, choreografia John Neumeier
- Cześnik – Przypowieść sarmacka wg Zemsty Fredry, choreografia Conrad Drzewiecki / Emil Wesołowski
- Solista – Do Not Go Gentle..., choreografia Krzysztof Pastor
- Solista – Infra, choreografia Wayne McGregor
- Konrad – Korsarz, choreografia Marius Petipa / Manuel Legris
- Arcyksiążę Rudolf – Mayerling, choreografia Kenneth MacMillan
- Harnaś – Bieguni-Harnasie, choreografia Izadora Weiss
- Hrabia Dracula – Dracula, choreografia Krzysztof Pastor
- Książę Albert – Giselle, choreografia Jean Coralli, Jules Perrot / Marius Petipa / Maina Gielgud
- Para 4. – Grosse Fuge Beethovena, choreografia Hans van Manen
- Główna para – Siódma symfonia Beethovena, choreografia Toer van Schayk
- Pinokio 3. – Pinokio, choreografia Anna Hop
- Śmierć – Peer Gynt, choreografia Edward Clug
- Zeus - Prometeusz, choreografia Krzysztof Pastor

### Balet Hamburski, gościnnie[16]
- Tezeusz-Oberon – Sen nocy letniej (balet), choreografia John Neumeier, podczas występów gościnnych Baletu Hamburskiego w Tokio

### Państwowy Balet Gruzji, Tbilisi, gościnnie[29]
- Książę Zygfryd – Jezioro łabędzie, choreografia Marius Petipa i Lew Iwanow, podczas Festiwalu Baletowego w Tbilisi

### Litewski Narodowy Teatr Opery i Baletu, Wilno,gościnnie[30]
- Basilio – Don Kichot, choreografia Marius Petipa i Aleksandr Gorski / Wasilij Miedwiediew

### Kazachski Narodowy Teatr Opery i Baletu, Ałmaty, gościnnie
- Książę – Dziadek do orzechów, choreografia Wasilij Wajnonen / Gulzhan Tutkibayeva

### Tatarski Państwowy Teatr Opery i Baletu, Kazań, gościnnie[31]
- Solor – Bajadera, choreografia Marius Petipa / Władimir Jakowlew (podczas 37. Festiwalu im. Rudolfa Nuriejewa)

## Nagrody i odznaczenia
- 2014: Teatralna Nagroda Muzyczna im. Jana Kiepury dla najlepszego tancerza w Polsce za rolę Tezeusza-Oberona w balecie Sen nocy letniej Johna Neumeiera[32]
- 2016: Brązowy Medal „Zasłużony Kulturze Gloria Artis”[33]
- 2017: Teatralna Nagroda Muzyczna im. Jana Kiepury dla najlepszego tancerza klasycznego w Polsce z rolę Prospera w balecie Burza i główne solo w balecie Bolero w choreografiach Krzysztofa Pastora[34]
- 2022: Teatralna Nagroda Muzyczna im. Jana Kiepury dla najlepszego tancerza klasycznego w Polsce za kreację roli Arcyksięcia Rudolfa w balecie Mayerling Kennetha MacMillana[19]
- 2023: Odznaka ZASP-u „za wspaniałe kreacje sceniczne i wybitne osiągnięcia w dziedzinie sztuki tańca”
- 2024: Srebrny Medal „Zasłużony Kulturze Gloria Artis”
- 2024: Nagroda dla Tancerza 15-lecia Polskiego Baletu Narodowego[35]